# Jan des Bouvrie
Jan des Bouvrie (Naarden, 3 de agosto de 1942-Ib., 4 de octubre de 2020) fue un arquitecto y diseñador de interiores Neerlandés, conocido por ser el creador del sofá kubusbank en 1969,  considerado un clásico del diseño. Participó activamente como conferenciante en varias academias de diseño. La escuela de diseño Jan des Bouvrie Academy, en Deventer, lleva su nombre.

## Biografía
Nació el 3 de agosto de 1942 en Naarden.  A los dieciséis años, después de terminar la escuela secundaria, asistió a la Academia Rietveld en Ámsterdam. Más tarde abrió su propia tienda de diseño de interiores en Naarden y presentó el programa de televisión "TV Woonmagazine". Él diseñó las habitaciones del Floris Suite Hotel al "estilo colonial holandés con temperamento caribeño".
Su propia visión del diseño se desarrolló en la Academia Rietveld, donde comenzó su carrera profesional. Con sus ideas únicas y progresistas, el joven Des Bouvrie tuvo un impacto en el mundo del diseño. Su visión se desarrolló aún más trabajando con varios fabricantes, incluidos Linteloo, Dutch Originals y Gelderland. Este último, en 1969, fue el primero en producir un diseño de Des Bouvrie; el sofá kubusbank, que ahora se reconoce como un clásico del diseño.
En 1993 Des Bouvrie trasladó su estudio de diseño a Gooise Meren. Junto con su socia, Monique, transformó el emblemático edificio 'Het Arsenaal' en una sala de exposición de sus diseños.
A lo largo de los años, los diseños de Jan des Bouvrie han ganado numerosos premios y distinciones, incluido el Premio de Cultura de 1974, el Premio de Estilo en 1990 y el Premio del Mueble en 1999. La visión de Des Bouvrie también se refleja claramente en los numerosos libros de diseño de interiores que ha publicado.
En 2009, Jan des Bouvrie fue nombrado Caballero de la Orden del León de los Países Bajos por sus logros en el campo del arte y el diseño.

### Ascendencia y familia extensa
En el transcurso de un episodio del programa de televisión holandés Verborgen Verleden, que es similar al británico Who Do You Think You Are?, Jan des Bouvrie descubrió que su familia descendía de Jehan de le Bouvrie (nacido alrededor de 1480), de Sainghin-en-Mélantois, donde su viuda, Jeanne de la Motte, heredó una granja con cuatro vacas y dos caballos en 1543. Un nieto de Jehan, el comerciante Lawrence de Bouverie, nacido en Sainghin, emigró a Inglaterra, donde su descendiente William des Bouverie se convió en el antepasado de los Condes de Radnor, del Castillo de Longford . Jan des Bouvrie esperaba encontrarse con el actual William Pleydell-Bouverie, noveno conde de Radnor, pero no tuvo éxito, ya que Lord Radnor no accedió a reunirse con él.

### Vida personal
Estaba casado con la diseñadora de interiores Monique des Bouvrie, con quien tuvo dos hijos. Tenía dos hijos mayores de un matrimonio anterior y varios nietos.
Falleció en Naarden el 4 de octubre de 2020, a los setenta y ocho años.

## Publicaciones seleccionadas
- Jan des Bouvrie, Interieur, Jan des Bouvrie, 1990.[11]
- Jan des Bouvrie, Jan des Bouvrie: arte y diseño, 2012.[12]
- Jan des Bouvrie, Doen !: het verhaal van de man die Nederland leerde wonen, 2016.[13]